# Campionato italiano di calcio da tavolo 1987 FICT
Il primo campionato italiano di Subbuteo agonistico (calcio da tavolo) fu organizzato dal F.I.C.T. Le gare si disputarono a Pescara nel 1987. La competizione fu suddivisa nella categoria "Seniores" e nella categoria "Juniores". Quest'ultima è riservata ad i giocatori "Under16".

## Risultati

### Cat. Seniores

#### Quarti di Finale
- Massino - Golini 3 - 1
- Litti - Perfetti 5 - 1
- Frignani - Casali 4 - 2
- Bianco - Beltrame  7 - 6 (tiri piazzati)

#### Semifinali
- Massino - Litti 4 -1
- Frignani - Bianco 7 - 0

#### Finale
- Renzo Frignani -Davide Massino 2 - 0

### Cat. Juniores

#### Quarti di Finale
- Benvenuto - Dorato 7 -1
- Calabrese - Malvaso 4 - 2
- Sanavio - Calabresi 5 - 4 (tiri piazzati)
- Peroni - Tricoli 3 - 1

#### Semifinali
- Benvenuto - Calabrese 7 - 1
- Sanavio - Peroni 2 - 1

#### Finale
- Sanavio - Benvenuto 4 - 0